# O'Brian Woodbine
O'Brian Woodbine (Parrocchia di Westmoreland, 11 gennaio 1988) è un ex calciatore giamaicano, di ruolo difensore.

## Palmarès

### Club

#### Competizioni nazionali
- Campionato finlandese: 1

HJK: 2011
- Coppa di Finlandia: 1

HJK: 2011

### Nazionale
- Coppa dei Caraibi: 1

2010